# لکسوس آرایکس (ای‌ال۱۰)

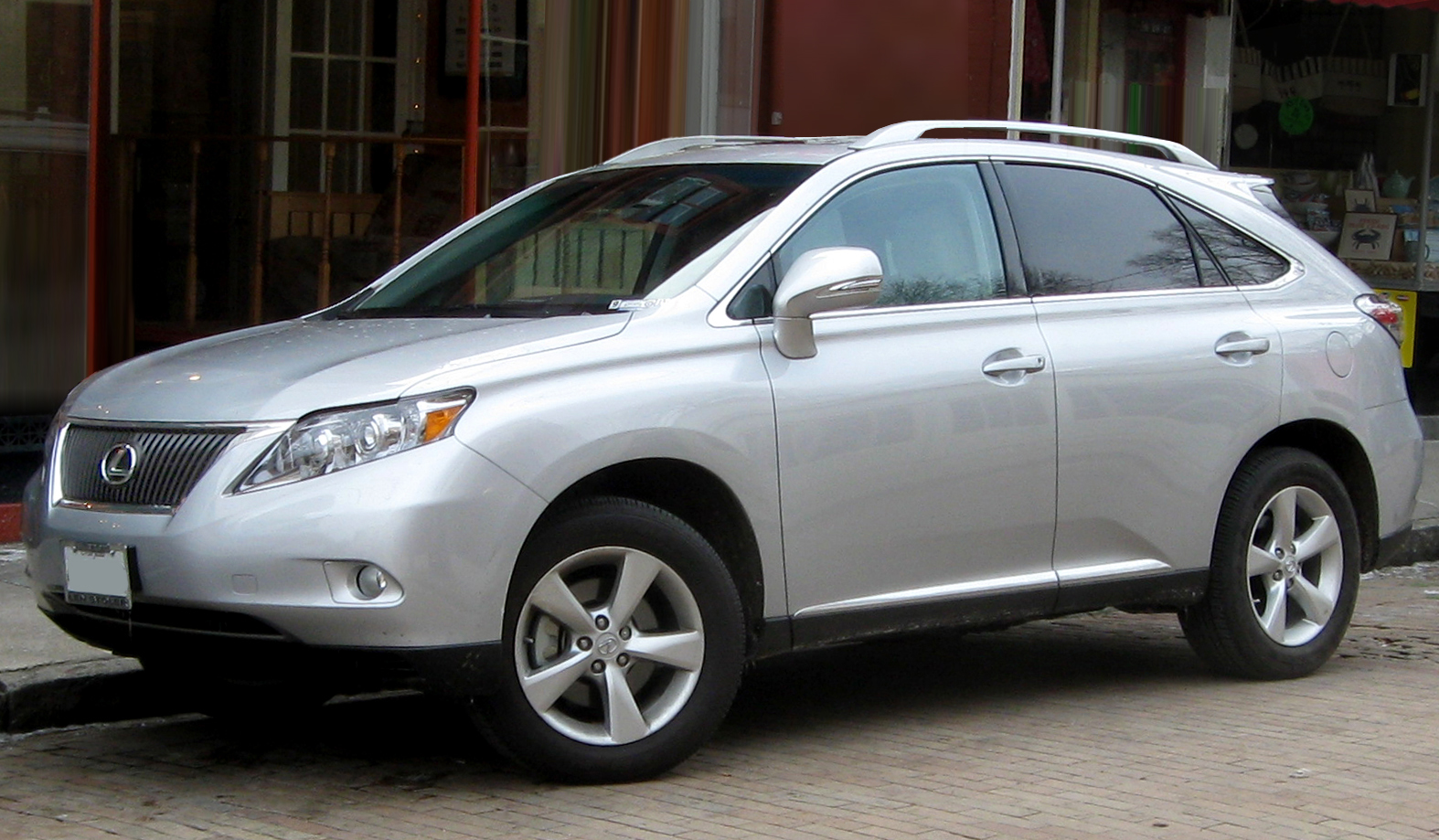

لکسوس آرایکس (ای‌ال۱۰) (Lexus RX (AL۱۰)) خودرویی است که از سال ۲۰۰۹ تا ۲۰۱۵ در استان فوکوئوکا، ژاپن و کانادا تولید شده‌است. طراحی آن موتور جلو، محور جلو، خودرو چهار چرخ محرک بوده طول آن در حالت طبیعی ۱۸۷٫۸ اینچ (۴٬۷۷۰ میلیمتر)، عرض آن در حالت طبیعی ۷۴٫۲ اینچ (۱٬۸۸۰ میلیمتر) و ارتفاع آن در حالت طبیعی ۶۶٫۳ اینچ (۱٬۶۸۰ میلیمتر) است. سیستم جعبه‌دندهٔ آن ۶ دنده به صورت خودکار است.

## ایمنی
| مجموع:        | 5/5 ستاره |
| راننده:       | 4/5 ستاره |
| سرنشین جلو:   | 4/5 ستاره |
| سرنشینان عقب: | 5/5 ستاره |